# Rubén Plaza
Rubén Plaza Molina (født 29. februar 1980) er en spansk professionel landevejsrytter.